# Their Purple Moment

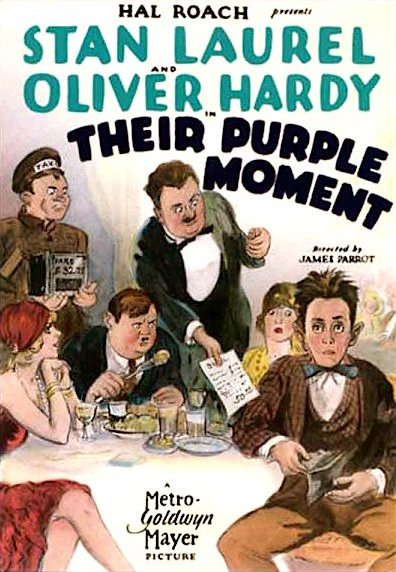

Their Purple Moment é um filme de curta-metragem mudo do gênero comédia, produzido nos Estados Unidos em 1928, dirigido por James Parrott e com atuações de Laurel & Hardy.